# Give More Love
Give More Love ist das 35. Album, beziehungsweise das 19. Studioalbum von Ringo Starr nach der Trennung der Beatles. Es wurde am 15. September 2017 in Deutschland und Großbritannien (USA: 14. September 2017) veröffentlicht.

## Entstehungsgeschichte
Seit den Aufnahmen zu seinem Studioalbum Y Not übernahm Ringo Starr die verantwortliche Rolle des ersten Produzenten; bei Ringo 2012 war er erstmals alleiniger Produzent, dieses führte er bei dem Album Postcards from Paradise und Give More Love fort.
Die exakten Aufnahmezeiten für das Album Give More Love sind nicht dokumentiert.
Die Studioaufnahmen erfolgten in dem Rocca Bella Studio, das sich in einem Gästehaus von Ringo Starr in Los Angeles befindet, und die Einspielungen der Musiker erfolgten je nach zeitlicher Verfügbarkeit der einzelnen Künstler.
Wie beim Vorgängeralbum Postcards from Paradise waren an diesem Album erneut prominente Musiker beteiligt. Es wirkten unter anderem Joe Walsh, Paul McCartney, Peter Frampton, Dave Stewart, Timothy B. Schmit, Steve Lukather und Jeff Lynne mit. Ringo Starr war bei allen zehn Liedern Komponist oder Mitkomponist.
Die ursprüngliche Idee von Starr war es nach Beaucoups of Blues aus dem Jahr 1970 ein weiteres Country-Album mit Dave Stewart in Nashville aufzunehmen, aber aufgrund von Tourneeverpflichtungen wurden die Aufnahmen nicht realisiert.
Das Album beinhaltet mehrere Musikstile, so zum Beispiel: We're on the Road Again (Rock), Show Me the Way (Pop), So Wrong for So Long (Country), Standing Still (Country-Rock), King of the Kingdom (Reggae) und Shake It Up (Rock ’n’ Roll).
Das Lied Electricity ist die fünfte Hommage an seine Zeit vor den Beatles nach den Liedern In Liverpool vom Album Ringo 2012, The Other Side of Liverpool vom Album Y Not und Liverpool 8 vom gleichnamigen Album, die an seine Heimatstadt, mit teilweise autobiografischen Texten, gerichtet sind. Rory and the Hurricanes, vom Album  Postcards from Paradise, hieß die Band, bei der Ringo Starr vor den Beatles Schlagzeug spielte. Electricity handelt textlich über den Gitarristen, Johnny Guitar (bürgerlicher Name: John Byrne) der Musikgruppe Rory Storm & the Hurricanes.
Das Lied Laughable behandelt den Regierungswechsel in den USA 2016/2017 und deren Folgen aus der Sicht von Ringo Starr und Peter Frampton ohne den Namen von Donald Trump zu erwähnen.
Die letzten vier Lieder der CD sind Neuaufnahmen von Ringo-Starr-Liedern. Bei Back Off Boogaloo, ursprünglich eine Single-A-Seite vom März 1972, wurde auch das Originaldemo aus dem Jahr 1972 verwendet. Don’t Pass Me By stammt ursprünglich vom Beatles-Album The BEATLES. Photograph war im Original der erste Nummer-eins-Hit von Ringo Starr in den USA und wurde erstmals auf dem Album Ringo veröffentlicht. Das Lied You Can’t Fight Lightning sollte ursprünglich im März 1981 auf dem Album Can’t Fight Lightning veröffentlicht werden, die Plattenfirma lehnte allerdings eine Veröffentlichung in dieser vorgelegten Form ab, sodass die Erstveröffentlichung des Liedes erst im September 1994 auf der Wiederveröffentlichung des Albums Stop and Smell the Roses erfolgte.
Give More Love ist das fünfte Album von Ringo Starr, das bei Universal erschien.

## Covergestaltung
Das Cover entwarfen Vartan und Meire Murakami. Der CD liegt ein bebildertes vierseitiges Begleitheft bei, das Informationen zum Album enthält.

## Titelliste
1. We’re on the Road Again (Richard Starkey a/Steve Lukather) – 4:24
2. Laughable (Richard Starkey/Peter Frampton) – 2:58
3. Show Me the Way (Richard Starkey/Steve Lukather) – 4:42
4. Speed of Sound (Richard Starkey/Richard Marx) – 3:046
5. Standing Still (Richard Starkey/Gary Burr) – 3:06
6. King of the Kingdom (Richard Starkey) – 4:36
7. Electricity (Richard Starkey/Glen Ballard) – 3:38
8. So Wrong for So Long (Richard Starkey/Dave Stewart) – 4:03
9. Shake It Up (Richard Starkey/Gary Nicholson) – 3:02
10. Give More Love (Richard Starkey/Gary Nicholson) – 4:01
11. Back Off Boogaloo (Richard Starkey/George Harrison) – 2:55
12. Don’t Pass Me By (Richard Starkey) – 3:38
13. You Can’t Fight Lightning (Richard Starkey) – 4:21 b
14. Photograph (Richard Starkey/George Harrison) – 3:35 c

## Singleauskopplungen
Als Singleauskopplungen erschienen im Juli 2017 Give More Love und We’re On the Road Again, im August 2017 So Wrong For So Long und im September 2017 Standing Still als Download-Singles.

## Chartplatzierungen
| ChartsChartplatzierungen       | Höchstplatzierung | Wochen |
| ------------------------------ | ----------------- | ------ |
| Deutschland (GfK)              | 69 (1 Wo.)        | 1      |
| Österreich (Ö3)                | 65 (1 Wo.)        | 1      |
| Schweiz (IFPI)                 | 51 (1 Wo.)        | 1      |
| Vereinigte Staaten (Billboard) | 128 (1 Wo.)       | 1      |

Keine der vier Download-Singles konnte sich in den Charts platzieren.

## Sonstiges
Eine Veröffentlichung als LP erfolgte wie bei den Vorgängeralben Y Not, Ringo 2012 und Postcards from Paradise. Die Langspielplatte enthält statt 14 nur zehn Lieder, die letzten vier Lieder der CD sind nicht auf der LP enthalten.